# Stare Garnowo
Stare Garnowo (prononciation : [ˈstarɛ ɡarˈnɔvɔ]) est un village polonais de la gmina de Gołymin-Ośrodek dans le powiat de Ciechanów de la voïvodie de Mazovie dans le centre-est de la Pologne.
Il se situe à environ 18 kilomètres au sud-est de Ciechanów (siège du powiat) et à 63 kilomètres au nord de Varsovie (capitale de la Pologne).
Le village possède approximativement une population de 70 habitants en 2006.

## Histoire
De 1975 à 1998, le village appartenait administrativement à la voïvodie de Ciechanów.